# ジェームズ・アバークロンビー (将軍)

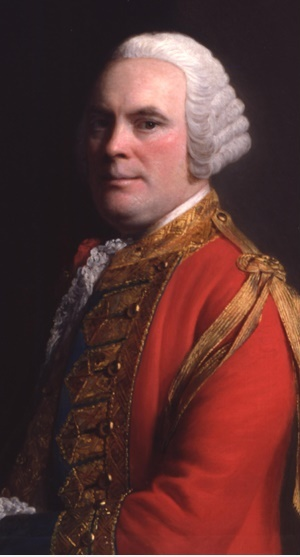
ジェームズ・アバークロンビー

ジェームズ・アバークロンビー（James Abercromby（またはAbercrombie）、1706年 - 1781年4月23日）は、イギリス陸軍大将。フレンチ・インディアン戦争における北アメリカ総司令官（Commander-in-Chief）であり、1758年のカリヨンの戦い（第一次タイコンデロガの戦い）で悲惨な敗北を喫した。

## 経歴
ジェームズ・アバークロンビーはスコットランド、バンフシャー（Banffshire）州のGlassaughの裕福な家庭に生まれた。1742年に少佐の階級で陸軍に入隊し、1746年には大佐、1756年には少将に昇進した。1757年のルイスバーグ要塞での戦いで旅団を指揮し、1758年3月には第4代ラウドン伯爵ジョン・キャンベル（John Campbell）の離任のあと、北アメリカのイギリス軍総司令官となった。
その夏、彼はタイコンデロガ砦に攻撃を仕掛けた。アバークロンビーは組織をまとめる才能はあったが、リーダーシップに関しては確固たるところに乏しく、配下の兵士からは「クロンビーおばちゃん（Mrs. Nanny Cromby）」と呼ばれていた。彼は15,000人の部隊を編成して補給物資とともに荒野を移動するという注目すべき成果を上げたが、7月8日にはそのうちの2,000人が死傷するにいたった。それは、大砲と3,000人の兵士で守られた石造りの砦は、15,000人の兵士が正面から銃剣突撃しても落とせないということを証明しただけだった。アバークロンビー部隊は浮き足立ち、ジョージ湖の南にある守備の堅固な基地まで潰走した。この惨敗によってアバークロンビーはジェフリー・アマースト将軍に交替させられ、1759年にイングランドに召還された。イングランド帰還後は下院議員となり、アメリカ植民地への強硬策を推し進めた。